# Liste der Naturdenkmale im Märkischen Kreis
Die Liste der Naturdenkmale im Märkischen Kreis nennt die Listen der in den Städten und Gemeinden im Märkischen Kreis in Nordrhein-Westfalen gelegenen Naturdenkmale.
| Stadt/Gemeinde        | Liste                                            |
| --------------------- | ------------------------------------------------ |
| Altena                | Liste der Naturdenkmale in Altena                |
| Balve                 | Liste der Naturdenkmale in Balve                 |
| Halver                | Liste der Naturdenkmale in Halver                |
| Hemer                 | Liste der Naturdenkmale in Hemer                 |
| Herscheid             | Liste der Naturdenkmale in Herscheid             |
| Iserlohn              | Liste der Naturdenkmale in Iserlohn              |
| Kierspe               | Liste der Naturdenkmale in Kierspe               |
| Lüdenscheid           | Liste der Naturdenkmale in Lüdenscheid           |
| Meinerzhagen          | Liste der Naturdenkmale in Meinerzhagen          |
| Menden (Sauerland)    | Liste der Naturdenkmale in Menden (Sauerland)    |
| Nachrodt-Wiblingwerde | Liste der Naturdenkmale in Nachrodt-Wiblingwerde |
| Neuenrade             | Liste der Naturdenkmale in Neuenrade             |
| Plettenberg           | Liste der Naturdenkmale in Plettenberg           |
| Schalksmühle          | Liste der Naturdenkmale in Schalksmühle          |
| Werdohl               | Liste der Naturdenkmale in Werdohl               |